# Ordinul Stelei Albe
Ordinul Stelei Albe (în estonă Valgetähe teenetemärk, în franceză Ordre de l'Etoile Blanche) a fost instituit în 1936. Acesta este acordat cetățenilor estoni și străini ca o recunoaștere a serviciilor de valoare aduse statului eston.

## Clase
Ordinul Stelei Albe are șapte clase: cuprinde o clasă specială cu guler auriu, cinci clase de bază (clasele I, a II-a, a III-a, a IV-a și a V-a) și o clasă de medalii.
| Ordinul Stelei Albe | Ordinul Stelei Albe | Ordinul Stelei Albe | Ordinul Stelei Albe | Ordinul Stelei Albe |
| ------------------- | ------------------- | ------------------- | ------------------- | ------------------- |
| Clasa I             | Clasa a II-a        | Clasa a III-a       | Clasa a IV-a        | Clasa a V-a         |

Medaliile sunt din aur, argint și bronz.

## Istorie
A fost fondat de Konstantin Päts la 7 octombrie 1936 pentru a comemora lupta pentru libertate a poporului eston împotriva ocupantului sovietic, din 29 noiembrie 1918 - 2 februarie 1920. Autorul designului decorației a fost Paul Luhtein. Ordinul a fost instituit prin Legea privind acordarea premiilor de stat ale Republicii Estonia.
După recâștigarea independenței Estoniei, Ordinul Stelei Albe a fost restabilit prin Legea privind acordarea premiilor din 5 mai 1994 și a fost acordat persoanelor aflate în serviciul funcției publice sau al administrației locale, precum și ca recunoaștere a serviciilor și realizărilor din domeniile economic, educațional, științific, cultural sau sportiv sau pentru alt beneficiu public.
Prima decorație a Ordinului Stelei Albe a fost acordată la 21 iunie 1937, când opt angajați ai poliției estone au fost decorați - patru au primit clasa a III-a, doi - clasa a IV-a și doi - clasa a V-a a ordinului. Premiile le-au fost acordate în ziua victoriei, 23 iunie 1937. Până în iulie 1940, 2.000 de estoni și 363 de străini din 28 de țări au primit ordinul, toate cele șape clase au fort acordate. După renașterea ordinului în 1994, prima dată  au fost oferite la 16 mai 1995 - în timpul vizitei președintelui Estoniei Lennart Meri în Finlanda, diferite clase ale ordinului au fost acordate către 80 de cetățeni finlandezi.

## Decorații de stat - compatibilitate cu actuala Constituție
Odată cu înființarea decorațiilor de stat și transformarea decorațiilor private în decorații naționale, a apărut întrebarea în ce măsură acest lucru era în conformitate cu actuala constituție, care interzicea acordarea de medalii și decorații cetățenilor săi, cu excepția membrilor forțele armate în timpul războiului (paragraful 7). În expunerea de motive a legii, ministrul justiției Johan Müller a declarat că paragraful 7 trebuie luat în considerare în legătură cu paragraful anterior (6), conform căreia toți cetățenii estoni sunt egali în fața legii și nu există statute și titluri statutare. Cu toate acestea, întrucât deținătorii decorațiilor care urmează să fie stabilite, spre deosebire de foștii Cavaleri ruși ai ordinului, nu au privilegii statutare, la fel ca și titularii de monumente, diplome și scrisori de mulțumire, stabilirea lor nu încalcă principiul uniformității cetățenilor.

## Primitori (selecție)
Clasa I
- Alma Adamkienė
- Pentti Arajärvi
- Carl Bildt
- Joe Borg
- Algirdas Brazauskas
- Aleksander Jaakson
- August Jürima
- Anton Palvadre
- George Papandreou
- Artūras Paulauskas

Clasa a II-a
- Jaak Aaviksoo
- Jüri Adams
- Tõnu Anton
- Jüri Arrak
- Andrzej Byrt
- Tõnu Endrekson
- Arvi Parbo
- Lagle Parek
- Voldemar Päts
- Enn Tarto
- Andrzej Towpik
- Eerik-Juhan Truuväli
- Endel Tulving
- Erkki-Sven Tüür
- Anton Uesson
- Vaino Väljas
- Antanas Vinkus
- Aleksander Warma